# Diecezja Iraku
Diecezja Iraku – diecezja Apostolskiego Kościoła Ormiańskiego z siedzibą w Bagdadzie w Iraku.
Aktualnym (2022) ordynariuszem diecezji jest arcybiskup Awak Asadurian.